# Pyrophanite
La pyrophanite est un minéral du groupe de l'ilménite. Sa composition est celle d'un titanate de manganèse, de formule MnTiO3.
C'est un minéral rouge foncé à noir verdâtre, qui cristallise dans le système trigonal.

## Découverte
La pyrophanite a été décrite en 1890 dans la mine de Harstigen à Filipstad (Värmland, Suède). Son nom est formé sur les mots grecs πΰρ (« le feu ») et φαίνεσθαι (« apparaître »), en référence à la couleur rouge foncé du minéral.

## Gîtes et gisements
La pyrophanite se trouve surtout dans les dépôts de manganèse ayant subi un métamorphisme.
On la rencontre également dans le granite, l'amphibolite et la serpentinite en tant que minéral accessoire, peu commun. Les minéraux associés comprennent l'ilménite, la géikiélite, l'hématite, le spinelle, la gahnite, la chromite, la magnétite, la ganophyllite, la manganophyllite, l'hendricksite, le grenat et la calcite.